# Прапор Бучачок
Прапор Бучачок — офіційний символ села Бучачки, Коломийського району Івано-Франківської області, затверджений 27 січня 2023 р. рішенням сесії Заболотівської селищної ради.
Автори — А. Гречило та В. Косован.

## Опис
Квадратне  полотнище, яке складається з п'яти вертикальних смуг — жовтої, червоної, жовтої, чорної та жовтої (співвідношення їхніх ширин рівне 1:1:4:1:1), у центрі середньої жовтої смуги пурпуровий розширений хрест (розмах рамен рівний 1/3 сторони прапора).

## Значення символів
Елементи відображають географічне розташування поселення. Червона смуга означає дорогу, а чорна — річку Чорняву, вздовж яких розкинулося село. Пурпуровий хрест символізує місцеву церкву.